# غراهام بيركت
غراهام بيركت هو سياسي أسترالي، ولد في 9 نوفمبر 1936 في Maylands, Western Australia ‏ في أستراليا، وتوفي في 29 يوليو 2014 في City Beach, Western Australia ‏ في أستراليا. نشط حزبياً في حزب العمال الأسترالي ‏. وقد انتخب عضو الجمعية التشريعية لأستراليا الغربية ‏.